# Irish Volunteers

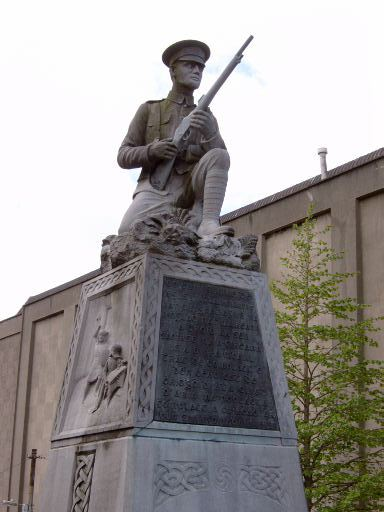
Denkmal zum Irischen Unabhängigkeitskrieg mit einem Irish Volunteer (Phibsborough, Dublin 2003)

Die Irish Volunteers (irisch Óglaigh na hÉireann) waren eine irisch-republikanische Unabhängigkeitsbewegung in Irland zu Beginn des 20. Jahrhunderts. Sie wurde 1913 gegründet, „um die gemeinsamen Rechte und Freiheiten aller Menschen in Irland aufrechtzuerhalten.“ Diese paramilitärische Vereinigung hatte schon bald mehr als 40.000 Mitglieder. Zu Beginn des Ersten Weltkrieges traten fast 70 % der Mitglieder in die britische Armee ein. Sie hofften, dass sich die britische Regierung im Gegenzug mehr für die Iren einsetzen würde. Teile der Irish Volunteers waren dagegen am Osteraufstand gegen die Briten 1916 beteiligt.

## Ursprung
Die Gründung erfolgte als Reaktion auf die Gründung der Ulster Volunteer Force (UVF) durch Edward Carson und James Craig im gleichen Jahr. Die UVF entstand durch protestantische Unionisten im Nordosten, um die Durchführung der Home Rule zu verhindern. Man war der Auffassung, wenn bewaffnete Männer in Ulster Druck gegen die Home Rule ausüben konnten, war es durch eine ähnliche Gruppe ebenfalls möglich, in die andere Richtung Druck auf Großbritannien auszuüben. Zu diesem Zweck veröffentlichte Eoin MacNeill einen Artikel mit dem Titel The North Began (Der Norden hat angefangen), um eine Begründung für eine solche Gruppe zu liefern. Sein Freund The O’Rahilly ermutigte ihn, diese Idee weiter zu verfolgen und so kam es, dass sich am 11. November 1913 in Wynn’s Hotel in Dublin 11 bekannte Nationalisten trafen, um die Formierung der Irish Volunteers zu planen. Unter ihnen waren Patrick Pearse, Éamonn Ceannt und Seán Mac Diarmada.
Am 25. November gab es die erste öffentliche Versammlung der Volunteers im Rotunda in Dublin, in dessen Vorfeld sie bereits auf der Suche nach Freiwilligen für die Gruppe waren. Die Teilnehmerzahl war jenseits aller Erwartungen. Die Halle war mit 4.000 Personen total überfüllt. Weitere 3.000 Menschen warteten außerhalb. Innerhalb der nächsten Monate breitete sich die Bewegung auf dem Rest der Insel aus. Tausende traten jede Woche bei.
Von Beginn an war die Führerschaft der Volunteers stark von der radikalen Irish Republican Brotherhood (IRB) beeinflusst, obwohl ihr Ideengeber MacNeill nicht dazu gehörte. Dies gehörte von Anfang an zum Plan der IRB. Es gab allerdings einen schweren Rückschlag, als John Redmond, der Führer der Irish Parliamentary Party, verlangte, dass die Volunteers seiner eigenen Einsetzung innerhalb des provisorischen Komitees zustimmten – damit lag die Kontrolle über die Organisation bei ihm. Obwohl die Gemäßigten diese Idee nicht guthießen, stimmten sie dennoch zu, um den sehr populären Redmond davon abzuhalten, eine eigene (ähnliche) Organisation zu gründen, die zum Verlust eines Großteils der Unterstützung geführt hätte. Die IRB war geschlossen gegen Redmonds Einbeziehung, wäre es doch das Ende ihrer eigenen Kontrolle, doch sie konnten letztendlich nicht verhindern, dass sich die Irish Volunteers in Redmonds Richtung bewegten.

## Bewaffnung der Volunteers
Kurz nach der Formierung der Irish Volunteers verbot das britische Parlament die Einfuhr von Waffen nach Irland. Die Ulster Volunteers konnten sich jedoch weiter bewaffnen und die Irish Volunteers erkannten, dass sie dies ebenso schaffen müssten, wenn sie eine ernste Streitmacht sein wollten. Viele Berichterstatter dieser Zeit fanden die Tatsache amüsant, dass sich die loyalen „Ulstermen“ bewaffneten und mit Gewalt der britischen Regierung trotzten. Pearse entgegnete daraufhin, dass „ein Oranier mit einer Waffe nicht so lächerlich sei, wie ein unbewaffneter Nationalist“. Daher arbeiteten O’Rahilly, Sir Roger Casement und Bulmer Hobson daran, einen Waffenschmuggel aus Deutschland zum Hafen von Howth, nördlich von Dublin, zu organisieren. Der Plan war ein voller Erfolg und Robert Erskine Childers lieferte fast 1.000 Gewehre und verteilte diese am 26. Juli 1914 ohne Störungen an die wartenden Irish Volunteers. Als die Volunteers unter der Führung von Cathal Brugha allerdings nach Dublin zurückkehrten, entdeckten sie eine große Gruppe der Dublin Metropolitan Police und der British Army. Die Volunteers konnten nahezu unversehrt entkommen. Bei ihrer Rückkehr nach Dublin schoss die britische Armee als Reaktion auf eine Gruppe unbewaffneter Zivilisten, die sie angeblich gestört hatten. Dieses Massaker am Bachelors Walk führte zu einem steilen Anstieg an Beitritten zu den Irish Volunteers.

## Die Spaltung
Der Ausbruch des Ersten Weltkrieges im August 1914 führte zu einer ernsten Spaltung innerhalb der Organisation. Redmond, im Hinblick auf die Gesetz gewordene, aber aufgrund des Kriegs verschobene Home Rule, ermutigte die Volunteers, den Kampf der Briten zu unterstützen und trat der Irish Brigade der britischen Armee bei – eine Tatsache, die von den Gründern der Irish Volunteers energisch verurteilt wurde. Doch die Mehrheit (fast 70 %) der Irish Volunteers unterstützte den Krieg, erhielt den neuen Namen der National Volunteers und kämpfte großteils in der 16. Division der britischen Armee, Seite an Seite mit ihren einstigen Gegnern aus der Ulster Volunteer Force. Anders als die „Nordiren“ kämpften die Iren allerdings nicht unter eigenen Offizieren, sondern wurden von Briten befehligt.
Eine Minderheit innerhalb der Irish Volunteers war hingegen der Auffassung, dass zuerst in Irland die Freiheit wiederhergestellt werden müsse. Diese Gruppe behielt den Namen Irish Volunteers, wurde von MacNeill angeführt und kämpfte für die irische Neutralität. Diese Aufsplittung der Gruppe war wiederum von Vorteil für die Irish Republican Brotherhood, die nun wieder die Kontrolle übernahm.
Nach der Aufteilung wurden die Überreste der Irish Volunteers irrtümlicherweise oft als die „Sinn Féin Volunteers“, oder „Shinners“ bezeichnet, benannt nach Arthur Griffith’ politischer Organisation Sinn Féin. Erst nur eine abfällige Bezeichnung wurde sie letztendlich doch in ganz Irland üblich. Obwohl die beiden Organisationen teilweise aus denselben Mitgliedern bestanden, gab es doch niemals offizielle Verbindungen zwischen der (damals gemäßigten) Sinn Féin und den Irish Volunteers.

## Osteraufstand
Die offizielle Einstellung der Irish Volunteers war, dass gewaltsame Aktionen erst dann in Angriff genommen würden, wenn die britischen Besatzer in Dublin Castle Bestrebungen unternehmen würden, die Volunteers zu entwaffnen, ihre Anführer zu verhaften oder Wehrdienst in Irland einzuführen. Die IRB war hingegen entschlossen, die Volunteers für offensive Aktionen zu nutzen, solange die Briten ihr Hauptaugenmerk auf den Ersten Weltkrieg legen mussten. Ihr Plan war, unter Umgehung des Irish-Volunteers-Führers MacNeill, einen Osteraufstand anzustiften und später MacNeill wieder ins Boot zu bekommen, wenn der Aufstand eine vollendete Tatsache sei.
Patrick Pearse ordnete für drei Tage Paraden und Manöver an – ein schlecht getarnter Befehl für einen geplanten Aufstand. MacNeill erkannte schnell den wirklichen Sinn hinter diesen Befehlen und versuchte, sämtliche Aktionen der Volunteers zu stoppen. Doch er konnte den Aufstand nur um einen Tag aufschieben und die Zahl der Beteiligten auf ungefähr 1.000 drücken – nahezu alle in Dublin. Die ebenfalls beteiligte Irish Citizen Army unterstützte den Aufstand mit nahezu allen ihren Männern – allerdings waren dies gerade einmal um die 250. Der Aufstand war ein militärischer Fehlschlag und eine große Anzahl an Irish Volunteers wurde verhaftet – auch diejenigen, die nicht an dem Aufstand beteiligt waren.
1919 gingen die Irish Volunteers und die Irish Citizen Army in der Irish Republican Army auf.